# Magnificat Bacha (BWV 243)

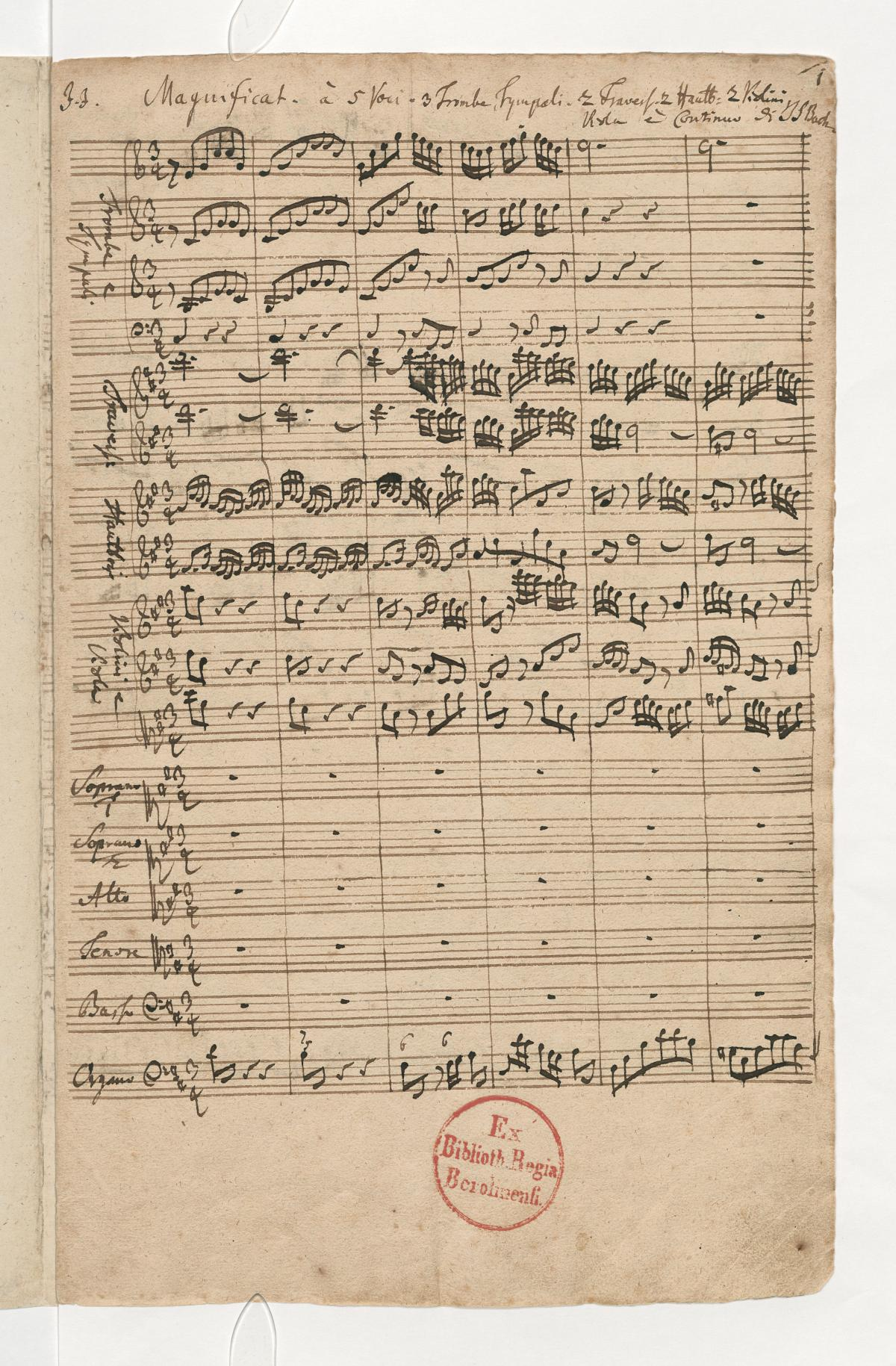
J. S. Bach, autograf Magnificat D-dur, BWV 243 – pierwsza strona

Magnificat (BWV 243) – kompozycja Jana Sebastiana Bacha, do łacińskiego tekstu Wulgaty pochodzącego z Ew. Św. Łukasza 1,46. 
Prawykonanie pierwszej wersji (BWV 243a) miało miejsce w Boże Narodzenie 1723. W latach 1732–1735 Bach przekomponował utwór (zmienił tonację z Es-dur na D-dur) i w tej wersji (BWV 243) wykonywany jest on dziś najczęściej. 
Utwór ma niezwykle uroczysty charakter, co podkreśla już przewidziana przez kompozytora w partyturze obsada: pięciogłosowy chór (SSATB), trzy trąbki, dwa oboje, dwa oboje d'amore, smyczki, kotły i basso continuo.

## Konstrukcja utworu
Magnificat Bacha zbudowany jest z 12 części: 5 chórów, 5 arii, tercetu i duetu. Całość utworu jest niezwykle zwarta i dynamiczna, pozbawiona jest recytatywów (co jest w twórczości Bacha dość niezwykłe). W zamykającym dzieło chórze kompozytor wykorzystuje materiał muzyczny z chóru wstępnego nadając mu w ten sposób konstrukcję ramową. Wersja Es-dur (BWV 243a) zawierała dodatkowo 4 utwory.
W skład Magnificat wchodzą:
- Magnificat anima mea Dominum – chór
- Et exsultavit spiritus meus – aria na sopran II
- Vom Himmel hoch (BWV 243a) – chorał
- Quia respexit humilitatem ancillae suae – aria na sopran I
- Omnes generationes – chór
- Quia fecit mihi magna qui potens est – aria na bas
- Freut euch und jubiliert (BWV 243a) – chorał
- Et misericordia – duet na tenor i alt
- Fecit potentiam bracchio suo – chór
- Gloria in excelsis (BWV 243a) – chór
- Deposuit potentes de sede – aria na tenor
- Esurientes implevit bonis – aria na alt
- Virga Jesse floruit (BWV 243a) – duet na sopran i bas
- Suscepit Israel puerum suum – trio na dwa soprany i alt
- Sicut locutus est ad patres nostros – chór
- Gloria Patri, gloria Filio, gloria et Spiritui Sancto – chór